# رودني هوغ
رودني هوغ (5 مارس 1951 بملبورن في أستراليا - ) (بالإنجليزية: Rodney Hogg)‏ هو لاعب كريكت أسترالي. شارك مع منتخب أستراليا الوطني للكريكت. أما مع فريق رياضي، فقد لعب مع فريق فكتوريا للكريكت وفريق جنوب أستراليا للكريكت ‏.

## وصلات خارجية
- رودني هوغ على موقع إي آس بي آن كريك إنفو (الإنجليزية)